# Tiger Tunes
Tiger Tunes est un groupe danois d'indie pop, actif entre 2001 et 2007.

## Histoire
Le groupe, qui produit de l'indie pop, est formé en 2001 et distribue d'abord sa musique sur Internet, en sortant deux singles de son album Forget About the Stupid Rocket Idea !
En 2003, ils jouent dans plusieurs festivals au Danemark, dont le Roskilde, le Midtfyns Festival et le Smukfest. En 2004, ils reçoivent le prix « Espoir de l'année » au Steppeulv. Malgré cette reconnaissance, les derniers albums du groupe ne rencontrent pas le succès escompté. En 2005, le groupe annonce qu'il avait mis son projet en suspens et en 2007, il annonce que le groupe était complètement terminé. 

## Discographie
- 2004 : Forget About the Stupid Rocket Idea!
- 2005 : Absolutely Worthless Compared to Important Books
- 2005 : Foolio
- 2005 : Pancake America